# János Vajda
János Vajda (7. května 1827, Pešť – 17. ledna 1897, Budapešť) byl maďarský básník a publicista.

## Život
János Vajda pocházel z rodiny nadlesního, jehož rodina se brzy přestěhovala z Pešti do Vál, malého města v Zadunají. Po studiích odešel Vajda ke kočovné herecké společnosti, pak se stal hospodářským adjunktem. Zdařilé literární pokusy (první báseň mu publikovali roku 1844) jej přiměly k návratu do Pešti, kde se stal nejmladším členem tzv. Mladého Maďarska, skupiny mladých básníků, spisovatelů a dalších intelektuálů, kteří se aktivně zúčastnili maďarské revoluce v letech 1848–1849. Po její porážce byl z trestu povolán do rakouské armády a musel strávit dlouhé roky mimo svou vlast. Po návratu domů se zapojil do politického života a v letech 1857–1863 redigoval literární týdeník Nővilág, 1861–1862 politický časopis Csatár a roku 1863 politický list Magyar Sajtő. Po rakousko-uherském vyrovnání z února roku 1867 však v duchu Kossuthova plánu podunajské konfederace národů jihovýchodní Evropy tento kompromis kritizoval, ocital se v izolaci a musel zápasit i existenčními starostmi. Nakonec zemřel v bídě.

## Dílo
První básně s revoluční tematikou psal Vajda pod vlivem Sándora Petőfiho. Po porážce revoluce pak zazněl v jeho tvorbě tón trpkého vystřízlivění a rezignace. V té době prožil také nešťastnou lásku k dívce, kterou pod jménem Gina zvěčnil ve svých básnických cyklech Szerelem átka (1854, Prokletí lásky), Gina emléke (1856, Památka Giny) a také pozdějších v básnických sbírkách Húsz év mulva 1876, Po dvaceti letech) a Harminc év mulva (Po třiceti letech). Obavy o osud národa vyslovil v pesimisticky laděných básních A virrasztók (1855, Bdící) a Hajótőrőttek (1856, Ztroskotanci). V šedesátých letech pak ve svých novinových článcích a také v kulturně-politických brožurách, které psal pod pseudonymem Aristides, ostře kritizoval pasivní rezistenci maďarské šlechty a prosazoval nutnost průmyslového vývoje země. Moderní velkoměstský život pak zobrazil ve svých veršovaných románech Találkozásko (1873, Setkání) a Alfréd regénye (1875, Alfrédův román).
Vajdovo dílo je pro vývoj maďarské literatury velmi významné. Byl prvním maďarským básníkem, který vyjadřoval osamocenost moderního člověka, jako první psal básně o podvědomí duše, jeho reflexivní lyrika nese v sobě znaky přírodovědeckého ateismu, zaznívá v ní nezakrytá erotika a obsahuje nebývale ostrou kritiku zaostalé maďarské společnosti.